# 1003 (szám)
Az 1003 (római számmal: MIII) egy természetes szám.

## A szám a matematikában
A tízes számrendszerbeli 1003-as a kettes számrendszerben 1111101011, a nyolcas számrendszerben 1753, a tizenhatos számrendszerben 3EB alakban írható fel.
Az 1003 páratlan szám, összetett szám, azon belül félprím; kanonikus alakban a 171 · 591 szorzattal, normálalakban az 1,003 · 103 szorzattal írható fel. Négy osztója van a természetes számok halmazán, ezek növekvő sorrendben: 1, 17, 59 és 1003.
36 különböző szám valódiosztó-összegeként áll elő, ezek közül a legkisebb a 4985.

## A szám a csillagászatban
- 1003 Lilofee kisbolygó